# Бьянки, Люсьен
Люсье́н Бьянки́ (фр. Lucien Bianchi), при рождении Луча́но Бья́нки (итал. Luciano Bianchi, 10 ноября 1934, Милан — 30 марта 1969, Ле-Ман) — бельгийский автогонщик итальянского происхождения, пилот Формулы-1 (1959—1963, 1965, 1968), победитель 24 часов Ле-Мана 1968 за рулём Ford GT40 (совместно с Педро Родригесом).

## Биография

### Ранние годы, первые шаги в автоспорте (1934—1958)
Люсьен (Лучано) Бьянки родился 10 ноября 1934 в Милане и в детстве переехал вместе со своей семьёй в Бельгию. Его отец был механиком в команде бельгийского автогонщика Джонни Клэза Écurie Belge. Молодой Люсьен мечтал об автоспортивной карьере, и в 1955 он принял участие в ралли Льеж-Рим-Льеж за рулём автомобиля Lancia совместно с Джонни Клэзом, заняв третье место. Бьянки принимал участие и в ралли, и в гонках спортивных автомобилей, дебютировав в 1956 в гонках «24 часа Ле-Мана» в составе команды Ecurie Nationale Belge, которую образовал Джонни Клэз путём объединения Écurie Belge с Ecurie Francorchamps. Выступая в классе S 2000, экипаж Люсьена Бьянки и Алена де Шанжи (Ferrari 500 TR) сошёл с дистанции из-за проблем с рулевым управлением. Успеха добился Бьянки в 24 часах Ле-Мана 1957. Вновь выступая за рулём Ferrari 500 TR, Бьянки совместно с Жоржем Харрисом занял первое место в классе и седьмое в общем зачёте. Кроме того, в 1957 и 1958 Люсьен Бьянки выиграл ралли Tour de France вместе с Оливье Жандебьеном (Ferrari 250 GTO).

### Первые годы в «Формуле-1» (1959—1962)
Дебют Бьянки в «Формуле-1» состоялся в 1959. За рулём Cooper T51, принадлежавшего Ecurie Nationale Belge, Люсьен не прошёл квалификацию стартового этапа сезона — Гран-при Монако. В том же 1959 году бельгиец занял третье место во внезачётном Гран-при По и четвёртое место во внезачётном же Гран-при ЮАР. На будущий, 1960, год Люсьен набрал первое очко в «Формуле-1» за шестое место на домашнем для себя Гран-при Бельгии, вновь выступая на Cooper T51. Кроме того, в 1960 Бьянки и Жандебьен выиграли 1000 километров Парижа за рулём Ferrari 250 Berlinetta.
В 1961 Люсьен Бьянки продолжил выступать в «Формуле-1», однако на Гран-при Монако не прошёл квалификацию, а в трёх других гонках сезона 1961 не доехал до финиша. В сезоне 1962 Люсьен принял участие в Гран-при Бельгии и Германии, не набрав очков. В том же году Бьянки выиграл 12 часов Себринга вместе со шведским гонщиком Йоакимом Бонниером, а также одержал победу на Гран-при Анголы.

### Успехи в других гоночных сериях (1963—1967)
С 1963 по 1967 Бьянки принял участие лишь в двух гонках «Формулы-1» (домашние Гран-при Бельгии 1963 и 1965), но активно выступал в других автоспортивных соревнованиях: это были гонки спортивных автомобилей, «Формула-2», «Формула-3», различные ралли. B 1964 Люсьен Бьянки стал трёхкратным победителем ралли Tour de France, на этот раз его партнёром был Жорж Берже, также бельгийский автогонщик, выступавший в «Формуле-1». Бьянки был постоянным участником 24 часов Ле-Мана, и в 1964 вместе с Жаном Блатоном занял 5 место за рулём Ferrari 250 GTO. В этом же году Люсьен дебютировал в Targa Florio, управляя автомобилем Alpine-Renault вместе со своим братом Мауро Бьянки. Братья заняли в гонке 15-е место. В 1965 и 1966 Люсьен Бьянки выступал в «Targa Florio» за рулём Alfa Romeo Giulia, оба раза войдя в первую десятку. В 1967 он занял 7 место в 24 часах Дейтоны вместе с Брюсом Маклареном, а также дебютировал в ChampCar и принимал участие в гонке 500 миль Индианаполиса, но, показав время в первом квалификационном заезде, уехал в Германию на 1000 километров Нюрбургринга. Участвуя в гонке вместе с Герхардом Миттером, Бьянки мог выиграть, но занял 4 место из-за технического дефекта на последнем круге.

### Возвращение в «Формулу-1» и победа в Ле-Мане (1968)
В 1968 Люсьен Бьянки присоединился к команде "Формулы-1 Cooper и принял участие в семи гонках сезона 1968 Формулы-1. Первые два Гран-при — Монако и Бельгии — были успешными для Бьянки: в Монако он занял третье место, а в Спа-Франкоршам набрал очко за шестую позицию. Но во всех остальных гонках Люсьен не добрался до финиша из-за различных технических проблем. По итогам сезона он занял лишь 17-е место. Зато за рулём Ford GT40 Люсьен Бьянки выиграл в 1968 24 часа Ле-Мана вместе с Педро Родригесом и 6 часов Уоткинс-Глена вместе с Жаки Иксом. Новой командой Люсьена Бьянки стала Alfa Romeo компании Autodelta. 28 июля 1968 он одержал победу в Гран-при Муджелло. Его партнёрами были Нино Ваккарелла и Нанни Галли. Бьянки мог выиграть ралли Лондон — Сидней, но попал в аварию и сломал локоть.

### Смерть (1969)
В составе команды «Alfa Romeo» Люсьен Бьянки готовился к выступлению в 24 часах Ле-Мана 1969 на Alfa Romeo Tipo 33. 30 марта 1969 Люсьен Бьянки погиб в аварии на тренировке на трассе Сарта, потеряв контроль над автомобилем.

## Выступления в автоспорте

### «Формула-1»
| Легенда к таблице |                                                                    |
| --- | ------------------------------------------------------------------ |
| В таблице перечислены результаты всех Гран-при Формулы-1, в которых принимал участие гонщик. Строками таблицы являются сезоны, столбцами — этапы чемпионата мира. В каждой клетке указаны сокращённое название этапа и результат, дополнительно обозначенный цветом. Расшифровка обозначений и цветов представлена в нижеследующей таблице. |                                                                    |
| \| Пример \| Описание \| \| ------------ \| ------------------------------------------------------------------ \| \| 1 \| Победитель \| \| 2 \| Второе место \| \| 3 \| Третье место \| \| 5 \| Финишировал, заработав очки \| \| Сход \| Не финишировал, но при этом заработал очки \| \| 12 \| Финишировал, не получив очков \| \| НКЛ \| Финишировал, но не попал в финальную классификацию \| \| 15 \| Участвовал вне зачёта, либо по отдельной классификации \| \| 18 \| Не финишировал, но попал в финальную классификацию \| \| Сход \| Не финишировал \| \| НКВ \| Не прошёл квалификацию \| \| НПКВ \| Не прошёл предквалификацию \| \| ДСК \| Дисквалифицирован \| \| ИСК \| Исключён из протокола соревнований \| \| ТТ \| Заявлен для участия только в тренировках \| \| НС \| Участвовал в квалификации, но не стартовал в гонке \| \| Т \| Травмирован или болен \| \| ОТК \| Отказ от участия \| \| НТР \| Прибыл на соревнования, но на трассу не выезжал \| \| НПР \| Был заявлен в числе участников, но не прибыл к началу соревнований \| \| О \| Соревнования отменены \| \| \| Не участвовал \| \| Поул-позиция \| \| \| Быстрый круг \| \| |                                                                    |
| Пример | Описание                                                           |
| 1 | Победитель                                                         |
| 2 | Второе место                                                       |
| 3 | Третье место                                                       |
| 5 | Финишировал, заработав очки                                        |
| Сход | Не финишировал, но при этом заработал очки                         |
| 12 | Финишировал, не получив очков                                      |
| НКЛ | Финишировал, но не попал в финальную классификацию                 |
| 15 | Участвовал вне зачёта, либо по отдельной классификации             |
| 18 | Не финишировал, но попал в финальную классификацию                 |
| Сход | Не финишировал                                                     |
| НКВ | Не прошёл квалификацию                                             |
| НПКВ | Не прошёл предквалификацию                                         |
| ДСК | Дисквалифицирован                                                  |
| ИСК | Исключён из протокола соревнований                                 |
| ТТ | Заявлен для участия только в тренировках                           |
| НС | Участвовал в квалификации, но не стартовал в гонке                 |
| Т | Травмирован или болен                                              |
| ОТК | Отказ от участия                                                   |
| НТР | Прибыл на соревнования, но на трассу не выезжал                    |
| НПР | Был заявлен в числе участников, но не прибыл к началу соревнований |
| О | Соревнования отменены                                              |
| | Не участвовал                                                      |
| Поул-позиция |                                                                    |
| Быстрый круг |                                                                    |

| Сезон | Команда                  | Шасси         | Двигатель   | Ш | 1       | 2        | 3        | 4        | 5        | 6        | 7        | 8        | 9   | 10      | 11       | 12       | Место | Очки |
| ----- | ------------------------ | ------------- | ----------- | - | ------- | -------- | -------- | -------- | -------- | -------- | -------- | -------- | --- | ------- | -------- | -------- | ----- | ---- |
| 1959  | Equipe Nationale Belge   | Cooper T51    | Climax V8   | D | МОН НКВ | 500      | НИД      | ФРА      | ВЕЛ      | ГЕР      | ПОР      | ИТА      | США |         |          |          | '     | '    |
| 1960  | Equipe Nationale Belge   | Cooper T51    | Climax L4   | D | АРГ     | МОН      | 500      | НИД      | БЕЛ 6    |          |          |          |     |         |          |          | 24    | 1    |
| 1960  | Fred Tuck Cars           | Cooper T51    | Climax L4   | D |         |          |          |          |          | ФРА Сход | ВЕЛ Сход | ПОР      | ИТА | США     |          |          | 24    | 1    |
| 1961  | Equipe Nationale Belge   | Emeryson 1001 | Maserati L4 | D | МОН НКВ | НИД      |          |          |          |          |          |          |     |         |          |          | '     | '    |
| 1961  | Equipe Nationale Belge   | Lotus 18      | Climax L4   | D |         |          | БЕЛ Сход |          |          |          |          |          |     |         |          |          | '     | '    |
| 1961  | UDT Laystall Racing Team | Lotus 18/21   | Climax L4   | D |         |          |          | ФРА Сход | ВЕЛ Сход | ГЕР      | ИТА      | США      |     |         |          |          | '     | '    |
| 1962  | Equipe Nationale Belge   | Lotus 18/21   | Climax L4   | D | НИД     | МОН      | БЕЛ 9    | ФРА      | ВЕЛ      |          |          |          |     |         |          |          | '     | '    |
| 1962  | Equipe Nationale Belge   | ENB           | Maserati L4 | D |         |          |          |          |          | ГЕР 16   | ИТА      | США      | ЮАР |         |          |          | '     | '    |
| 1963  | Reg Parnell Racing       | Lola Mk4      | Climax V8   | D | МОН     | БЕЛ Сход | НИД      | ФРА      | ВЕЛ      | ГЕР      | ИТА      | США      | МЕК | ЮАР     |          |          | '     | '    |
| 1965  | Scuderia Centro Sud      | BRM P57       | BRM V8      | D | ЮАР     | МОН      | БЕЛ 12   | ФРА      | ВЕЛ      | НИД      | ГЕР      | ИТА      | США | МЕК     |          |          | '     | '    |
| 1968  | Cooper Car Co            | Cooper T86B   | BRM V12     | F | ЮАР     | ИСП      | МОН 3    | БЕЛ 6    | НИД Сход | ФРА      | ВЕЛ      | ГЕР Сход | ИТА | КАН НКЛ | США Сход | МЕК Сход | 17    | 5    |

### 24 часа Ле-Мана
| Год  | Класс  | №  | Команда                              | Напарник         | Машина                    | Круги | ОП   | КП   |
| ---- | ------ | -- | ------------------------------------ | ---------------- | ------------------------- | ----- | ---- | ---- |
| 1956 | S 2.0  | 20 | Equipe Nationale Belge               | Ален де Шанжи    | Ferrari 500 TR            | 76    | Сход | Сход |
| 1957 | S 2000 | 28 | Ecurie Francorchamps                 | Жорж Харрис      | Ferrari 500 TR            | 288   | 7    | 1    |
| 1958 | S 3000 | 58 | Ecurie Francorchamps                 | Вилли Мэресс     | Ferrari 250 TR            | 33    | Сход | Сход |
| 1959 | S 3.0  | 10 | Equipe Nationale Belge               | Ален де Шанжи    | Ferrari 250 TR            | 47    | Сход | Сход |
| 1960 | GT 3.0 | 21 | Equipe Nationale Belge               | Жан Блатон       | Ferrari 250 GTO           | 29    | Сход | Сход |
| 1961 | GT 3.0 | 15 | Ecurie Francorchamps                 | Жорж Берже       | Ferrari 250 GTO           | 60    | Сход | Сход |
| 1962 | E      | 4  | Maserati France                      | Морис Трентиньян | Maserati Tipo 151/1 Coupe | 152   | Сход | Сход |
| 1963 | P      | 18 | Aston Martin                         | Фил Хилл         | Aston Martin DP215        | 29    | Сход | Сход |
| 1964 | GT     | 24 | Equipe Nationale Belge               | Жан Блатон       | Ferrari 250 GTO           | 333   | 5    | 2    |
| 1965 | P      | 23 | Maranello Concessionaires Ltd        | Майкл Сэлмон     | Ferrari 250 LM            | 99    | Сход | Сход |
| 1966 | P      | 6  | Holman and Moody                     | Марио Андретти   | Ford GT40                 | 97    | Сход | Сход |
| 1967 | P 5000 | 3  | Holman and Moody                     | Марио Андретти   | Ford GT40                 | 188   | Сход | Сход |
| 1968 | S 5000 | 9  | John Wyer Automotive Engineering Ltd | Педро Родригес   | Ford GT40                 | 331   | 1    | 1    |

### Targa Florio
| Год  | №   | Команда                    | Напарник           | Машина                   | Место |
| ---- | --- | -------------------------- | ------------------ | ------------------------ | ----- |
| 1964 | 190 | Societé Automobiles Alpine | Мауро Бьянки       | Alpine M63B              | 14    |
| 1965 | 70  | Autodelta SpA              | Жан Роллан         | Alfa Romeo Giulia TZ '64 | 7     |
| 1966 | 192 | Autodelta SpA              | Роберто Буссинелло | Alfa Romeo Giulia TZ/2   | 10    |
| 1968 | 130 | Autodelta SpA              | Марио Казони       | Alfa Romeo T33           | 3     |

## Личная жизнь
Брат — Мауро Бьянки (фр. Mauro Bianchi, р. 1937), также автогонщик. Внук Мауро и внучатый племянник Люсьена Жюль Бьянки (фр. Jules Bianchi, 1989—2015) — пилот «Формулы-1», набравший первые очки в истории команды Marussia; получил серьёзные травмы в Гран-при Японии 2014 года и умер от их последствий в июле 2015 года.